# Reprezentacja Grecji na Mistrzostwach Europy w Wioślarstwie 2009
Reprezentacja Grecji na Mistrzostwach Europy w Wioślarstwie 2009 liczyła 12 sportowców. Najlepszymi wynikami było 1. miejsce w dwójce bez sternika mężczyzn, dwójce podwójnej wagi lekkiej mężczyzn, dwójce podwójnej wagi lekkiej kobiet i czwórce bez sternika mężczyzn.

## Medale

### Złote medale
dwójka bez sternika mężczyzn (M2-): Apostolos Gundulas, Nikolaos Gundulas
dwójka podwójna wagi lekkiej mężczyzn (LM2x): Dimitris Mujos, Wasilis Polimeros
dwójka podwójna wagi lekkiej kobiet (LW2x): Christina Jazidzidu, Aleksandra Tsiawu
czwórka bez sternika mężczyzn (M4-): Janis Tsamis, Sterjos Papachristos, Jeorjos Dzialas, Pawlos Gawriilidis

### Srebrne medale
jedynka mężczyzn (M1x): Janis Christu

### Brązowe medale
Brak

## Wyniki

### Konkurencje mężczyzn
- jedynka (M1x): Janis Christu – 2. miejsce
- dwójka bez sternika (M2-): Apostolos Gundulas, Nikolaos Gundulas – 1. miejsce
- dwójka podwójna wagi lekkiej (LM2x): Dimitris Mujos, Wasilis Polimeros – 1. miejsce
- czwórka bez sternika (M4-): Janis Tsamis, Sterjos Papachristos, Jeorjos Dzialas, Pawlos Gawriilidis – 1. miejsce

### Konkurencje kobiet
- jedynka (W1x): Triantafyllia Kalampoka – 9. miejsce
- dwójka podwójna wagi lekkiej (LW2x): Christina Jazidzidu, Aleksandra Tsiawu – 1. miejsce